# Le Cochon danseur
Le Cochon danseur (Il maiale ballerino) è un cortometraggio muto del 1907. Non si conosce il nome del regista.

## Trama
Un grande maiale antropomorfo, vestito elegantemente, cerca di chiedere del cibo a una ragazza (e poi di sedurla), ma questa lo respinge e gli strappa i vestiti di dosso, mettendolo in imbarazzo. Dopodiché la ragazza fa ballare il maiale, vestendolo addirittura con degli abiti femminili, e in seguito questo esce di scena. Negli ultimi venti secondi del cortometraggio si vede il maiale (di nuovo con gli abiti eleganti) che muove le orecchie, mostra la lingua e scopre i denti, mostrando alcuni dei meccanismi complessi del pupazzo.

## Produzione
Il cortometraggio è stato prodotto e distribuito dalla Pathé. Il soggetto potrebbe essere ispirato al numero di uno spettacolo di vaudeville. Nel 1936 il cortometraggio è stato inserito nel film collettivo Lachen von dunnemals.